# Campionati del mondo di winter triathlon del 2009
I Campionati del mondo di winter triathlon del 2009 (XIII edizione) si sono tenuti a Gaishorn in Austria, in data 13 febbraio 2009.
Tra gli uomini ha vinto il norvegese Tor Halvor Bjørnstad. Tra le donne ha trionfato l'austriaca Carina Wasle..
La gara junior ha visto trionfare l'austriaco Felix Waldhuber e la norvegese Tone Dalen.
Il titolo di Campione del mondo di winter triathlon della categoria under 23 è andato allo slovacco Peter Mosny. Tra le donne si è aggiudicata il titolo di Campionessa del mondo di winter triathlon della categoria under 23 la norvegese Elisabeth Sveum.
La squadra norvegese ha vinto la staffetta élite maschile, la staffetta élite femminile e la staffetta junior femminile. Alla squadra austriaca è andata la staffetta junior maschile.

## Risultati

### Élite uomini
| Pos. | Atleta                | Paese         | Corsa    | Bici     | Sci      | Totale   |
| ---- | --------------------- | ------------- | -------- | -------- | -------- | -------- |
|      | Tor Halvor Bjørnstad  | Norvegia      | 00:22:33 | 00:26:01 | 00:27:36 | 01:18:08 |
|      | Arne Post             | Norvegia      | 00:21:10 | 00:27:45 | 00:28:24 | 01:18:28 |
|      | Daniel Antonioli      | Italia        | 00:21:53 | 00:27:29 | 00:29:09 | 01:19:42 |
| 4    | Siegfried Bauer       | Austria       | 00:22:19 | 00:26:33 | 00:30:07 | 01:20:13 |
| 5    | Pavel Andreev         | Russia        | 00:22:07 | 00:29:36 | 00:27:58 | 01:20:42 |
| 6    | Alessandro De Gasperi | Italia        | 00:21:09 | 00:28:08 | 00:30:27 | 01:20:55 |
| 7    | Oswald Weisenhorn     | Italia        | 00:22:32 | 00:27:42 | 00:30:02 | 01:21:46 |
| 8    | Andreas Svanebo       | Svezia        | 00:21:55 | 00:27:27 | 00:31:12 | 01:21:56 |
| 9    | Pavel Jindra          | Rep. Ceca     | 00:23:11 | 00:27:16 | 00:30:14 | 01:21:57 |
| 10   | Tomas Dolezal         | Rep. Ceca     | 00:23:36 | 00:27:03 | 00:31:16 | 01:23:26 |
| 11   | Victor Lobo           | Spagna        | 00:22:20 | 00:29:22 | 00:30:29 | 01:23:32 |
| 12   | Brian Smith           | Stati Uniti   | 00:22:18 | 00:28:20 | 00:31:29 | 01:23:51 |
| 13   | Evgeny Kirillov       | Russia        | 00:21:54 | 00:30:38 | 00:31:07 | 01:24:44 |
| 14   | Tomas Jurkovic        | Slovacchia    | 00:22:48 | 00:28:21 | 00:32:48 | 01:25:20 |
| 15   | Mike Kloser           | Stati Uniti   | 00:23:05 | 00:28:38 | 00:32:46 | 01:25:55 |
| 16   | Walter Polla          | Italia        | 00:24:12 | 00:29:46 | 00:31:18 | 01:26:30 |
| 17   | Bernd Tauderer        | Austria       | 00:24:38 | 00:28:05 | 00:32:51 | 01:26:47 |
| 18   | Konstantin Lavrentyev | Russia        | 00:21:56 | 00:29:17 | 00:34:32 | 01:26:49 |
| 19   | Jon Erguin            | Spagna        | 00:22:42 | 00:30:24 | 00:32:19 | 01:27:08 |
| 20   | Florian Moser         | Austria       | 00:23:48 | 00:29:02 | 00:33:56 | 01:28:05 |
| 21   | Tomas Niederegger     | Italia        | 00:22:21 | 00:32:24 | 00:33:15 | 01:29:36 |
| 22   | Carl Decker           | Stati Uniti   | 00:22:18 | 00:29:09 | 00:37:00 | 01:30:44 |
| 23   | Christian Otto        | Germania      | 00:00:00 | 00:00:00 | 00:00:00 | 01:34:11 |
| 24   | Elias Höfler          | Liechtenstein | 00:27:08 | 00:35:33 | 00:36:18 | 01:42:01 |
| 25   | Conor Mclaughlin      | Irlanda       | 00:29:07 | 00:53:42 | 01:00:07 | 02:25:17 |

### Élite donne
| Pos. | Atleta               | Paese       | Corsa    | Bici     | Sci      | Totale   |
| ---- | -------------------- | ----------- | -------- | -------- | -------- | -------- |
|      | Carina Wasle         | Austria     | 00:25:08 | 00:32:53 | 00:32:49 | 01:32:28 |
|      | Hanne Trønnes        | Norvegia    | 00:27:08 | 00:33:20 | 00:32:13 | 01:34:06 |
|      | Rebecca Dussault     | Stati Uniti | 00:25:45 | 00:33:50 | 00:34:31 | 01:35:30 |
| 4    | Camilla Hott         | Norvegia    | 00:27:07 | 00:33:53 | 00:34:05 | 01:36:20 |
| 5    | Tatiana Charochkina  | Russia      | 00:27:08 | 00:36:11 | 00:32:11 | 01:37:00 |
| 6    | Anne Haug            | Germania    | 00:26:32 | 00:34:54 | 00:33:57 | 01:37:06 |
| 7    | Sarka Grabmullerova  | Rep. Ceca   | 00:27:05 | 00:36:18 | 00:36:36 | 01:41:29 |
| 8    | Klaudia Meisterhofer | Austria     | 00:27:09 | 00:37:10 | 00:35:45 | 01:41:35 |
| 9    | Emma Garrard         | Stati Uniti | 00:28:03 | 00:36:00 | 00:35:52 | 01:42:04 |
| 10   | Giuliana Lamastra    | Italia      | 00:28:59 | 00:37:55 | 00:37:53 | 01:46:33 |
| 11   | Heather Best         | Stati Uniti | 00:27:46 | 00:36:46 | 00:40:38 | 01:46:58 |
| 12   | Doris Hinterhölzl    | Austria     | 00:29:45 | 00:38:52 | 00:37:22 | 01:47:53 |
| 13   | Inmaculada Pereiro   | Spagna      | 00:26:39 | 00:41:13 | 00:37:57 | 01:47:54 |
| 14   | Katja Koivulahti     | Finlandia   | 00:33:34 | 00:39:29 | 00:39:31 | 01:55:31 |

### Under 23 uomini
| Pos. | Atleta               | Paese      | Corsa    | Bici     | Sci      | Totale   |
| ---- | -------------------- | ---------- | -------- | -------- | -------- | -------- |
|      | Peter Mosny          | Slovacchia | 00:22:06 | 00:27:21 | 00:30:54 | 01:21:35 |
|      | Dmitriy Bregeda      | Russia     | 00:21:54 | 00:29:03 | 00:30:12 | 01:22:09 |
|      | Johan Noraker Nossen | Norvegia   | 00:22:36 | 00:31:09 | 00:28:42 | 01:23:57 |
| 4    | Peter Viana          | Italia     | 00:22:20 | 00:28:37 | 00:31:43 | 01:24:02 |
| 5    | Michal Kanera        | Rep. Ceca  | 00:23:12 | 00:27:32 | 00:33:12 | 01:25:40 |
| 6    | Julian Langer        | Austria    | 00:23:35 | 00:28:44 | 00:37:04 | 01:30:59 |
| 7    | Anton Ryabchikov     | Russia     | 00:25:18 | 00:32:26 | 00:32:48 | 01:32:04 |
| 8    | Alessio Nardellotto  | Italia     | 00:24:39 | 00:32:38 | 00:34:21 | 01:33:32 |

### Under 23 donne
| Pos. | Atleta           | Paese    | Corsa    | Bici     | Sci      | Totale   |
| ---- | ---------------- | -------- | -------- | -------- | -------- | -------- |
|      | Elisabeth Sveum  | Norvegia | 00:27:10 | 00:33:21 | 00:32:00 | 01:33:47 |
|      | Anita Dalen      | Norvegia | 00:29:47 | 00:35:49 | 00:34:15 | 01:42:03 |
|      | Angelika Perfler | Austria  | 00:29:48 | 00:39:25 | 00:44:15 | 01:55:43 |

### Junior uomini
| Pos. | Atleta              | Paese       | Corsa    | Bici     | Sci      | Totale   |
| ---- | ------------------- | ----------- | -------- | -------- | -------- | -------- |
|      | Felix Waldhuber     | Austria     | 00:12:20 | 00:17:44 | 00:20:48 | 00:52:21 |
|      | Vit Zahula          | Rep. Ceca   | 00:12:12 | 00:19:40 | 00:20:36 | 00:53:50 |
|      | Pavel Yakimov       | Russia      | 00:12:18 | 00:19:30 | 00:20:52 | 00:53:57 |
| 4    | Simen R Aaslund     | Norvegia    | 00:12:51 | 00:18:57 | 00:20:04 | 00:53:59 |
| 5    | Filippo Blanc       | Italia      | 00:12:54 | 00:19:15 | 00:20:38 | 00:54:25 |
| 6    | Valentin Krehl      | Germania    | 00:12:19 | 00:20:09 | 00:20:15 | 00:54:29 |
| 7    | Martin Husek        | Rep. Ceca   | 00:12:46 | 00:18:42 | 00:21:18 | 00:54:47 |
| 8    | Pavel Khanzhin      | Russia      | 00:11:55 | 00:19:49 | 00:21:59 | 00:54:59 |
| 9    | Michael Kavalirek   | Austria     | 00:12:53 | 00:19:53 | 00:20:52 | 00:55:18 |
| 10   | Achim Wippel        | Austria     | 00:13:10 | 00:20:42 | 00:19:51 | 00:55:23 |
| 11   | Christian Westgaard | Norvegia    | 00:12:52 | 00:20:09 | 00:20:53 | 00:55:35 |
| 12   | Alexander Ivanov    | Russia      | 00:12:19 | 00:22:24 | 00:20:14 | 00:56:37 |
| 13   | Andreas Kopeinig    | Austria     | 00:13:10 | 00:20:22 | 00:22:06 | 00:57:19 |
| 14   | Preben Langdal      | Norvegia    | 00:12:53 | 00:23:49 | 00:19:46 | 00:58:26 |
| 15   | Philip Streibl      | Austria     | 00:12:20 | 00:22:11 | 00:22:09 | 00:58:44 |
| 16   | Jan Titeta          | Rep. Ceca   | 00:11:53 | 00:20:40 | 00:24:21 | 00:59:01 |
| 17   | Christian Kloser    | Stati Uniti | 00:15:43 | 00:23:36 | 00:24:01 | 01:05:45 |

### Junior donne
| Pos. | Atleta                 | Paese      | Corsa    | Bici     | Sci      | Totale   |
| ---- | ---------------------- | ---------- | -------- | -------- | -------- | -------- |
|      | Tone Dalen             | Norvegia   | 00:13:53 | 00:23:38 | 00:21:45 | 01:01:24 |
|      | Kairi Schmidt          | Estonia    | 00:14:18 | 00:22:21 | 00:24:29 | 01:03:19 |
|      | Lisa Perterer          | Austria    | 00:12:55 | 00:25:29 | 00:23:38 | 01:03:55 |
| 4    | Emilie Moberg          | Norvegia   | 00:14:58 | 00:24:03 | 00:23:03 | 01:03:57 |
| 5    | Jana Pastuchova        | Slovacchia | 00:14:17 | 00:25:28 | 00:22:18 | 01:04:13 |
| 6    | Emma Skjærstad         | Norvegia   | 00:14:57 | 00:27:09 | 00:21:24 | 01:05:59 |
| 7    | Monika Kadlecova       | Slovacchia | 00:15:45 | 00:25:10 | 00:23:25 | 01:06:16 |
| 8    | Stefanie Hofer         | Austria    | 00:16:32 | 00:24:50 | 00:27:47 | 01:10:58 |
| 9    | Margarita Ovsyannikova | Russia     | 00:14:56 | 00:29:25 | 00:27:29 | 01:13:38 |
| 10   | Greta Vettorata        | Italia     | 00:15:57 | 00:25:31 | 00:30:46 | 01:14:13 |
| 11   | Natalia Skuratovich    | Russia     | 00:14:55 | 00:29:16 | 00:32:08 | 01:18:18 |

## Medagliere
| Pos. | Paese       | Oro | Argento | Bronzo |   |
| ---- | ----------- | --- | ------- | ------ | - |
| 1    | Norvegia    | 3   | 3       | 1      | 7 |
| 2    | Austria     | 2   | 0       | 2      | 4 |
| 3    | Slovacchia  | 1   | 0       | 0      | 1 |
| 4    | Russia      | 0   | 1       | 1      | 2 |
| 5    | Rep. Ceca   | 0   | 1       | 0      | 1 |
| 5    | Estonia     | 0   | 1       | 0      | 1 |
| 7    | Italia      | 0   | 0       | 1      | 1 |
| 7    | Stati Uniti | 0   | 0       | 1      | 1 |

## Staffetta

### Élite uomini
| Pos. | Paese     | 1 frazione | 2 frazione | 3 frazione | Totale   |
| ---- | --------- | ---------- | ---------- | ---------- | -------- |
|      | Norvegia  | 00:25:04   | 00:00:00   | 00:25:51   | 01:16:02 |
|      | Rep. Ceca | 00:25:15   | 00:00:00   | 00:26:08   | 01:17:07 |
|      | Russia    | 00:25:41   | 00:00:00   | 00:25:43   | 01:17:08 |

### Élite donne
| Pos. | Paese       | 1 frazione | 2 frazione | 3 frazione | Totale   |
| ---- | ----------- | ---------- | ---------- | ---------- | -------- |
|      | Norvegia    | 00:29:52   | 00:00:00   | 00:30:30   | 01:30:21 |
|      | Stati Uniti | 00:28:43   | 00:00:00   | 00:32:38   | 01:33:37 |
|      | Russia      | 00:31:28   | 00:00:00   | 00:30:57   | 01:35:17 |

### Junior uomini
| Pos. | Paese     | 1 frazione | 2 frazione | 3 frazione | Totale   |
| ---- | --------- | ---------- | ---------- | ---------- | -------- |
|      | Austria   | 00:28:03   | 00:00:00   | 00:29:06   | 01:24:14 |
|      | Rep. Ceca | 00:28:00   | 00:00:00   | 00:27:42   | 01:24:46 |
|      | Norvegia  | 00:28:42   | 00:00:00   | 00:29:12   | 01:25:29 |

### Junior donne
| Pos. | Paese    | 1 frazione | 2 frazione | 3 frazione | Totale   |
| ---- | -------- | ---------- | ---------- | ---------- | -------- |
|      | Norvegia | 00:32:52   | 00:00:00   | 00:32:20   | 01:37:44 |
|      | Austria  | 00:36:46   | 00:00:00   | 00:35:15   | 01:56:04 |